# جولیو کابیانکا
جولیو کابیانکا (ایتالیایی: Giulio Cabianca؛ زادهٔ ۱۹ فوریهٔ ۱۹۲۳ در ورونا، درگذشتهٔ ۱۵ ژوئن ۱۹۶۱ در مودنا) رانندهٔ مسابقات اتومبیل‌رانی فرمول یک اهل ایتالیا بود که از فصل ۱۹۵۸ تا ۱۹۶۰ در مجموع در چهار گراند پری شرکت کرد.
کابیانکا در طول دوران فعالیت خود در فرمول یک و ۳ امتیاز را به نام خود به‌ثبت رساند.
کابیانکا در ۱۵ ژوئن ۱۹۶۱ بر اثر تصادف رانندگی به‌علت گیر کردن پدال گاز خودرو و خروج از مسیر پیست در پیست اتومبیل‌رانی مودنا درگذشت. در این حادثه خودروی او از مسیر پیست، و سپس از در ورودی پیست خارج شده و با ورود به خیابان شهری، پس از برخورد با یک موتورسوار، یک دوچرخه‌سوار، یک خودروی مینی‌ون و چند خودروی پارک‌شده، در نهایت با یک دیوار برخورد کرد و متوقف شد. رانندگان خودروی مینی‌ون و موتورسیکلت در صحنهٔ حادثه کشته‌شدند و دوچرخه‌سوار نیز پس از برخورد جسم فلزی سنگینی که روی خودروی مینی‌ون حمل می‌شد، بلافاصله کشته‌شد. کابیانکا که پس از حادثه بی‌هوش شده‌بود، چند ساعت بعد در یک بیمارستان درگذشت.